# 布斯曼小堂纪念碑
布斯曼小堂纪念碑 （Gedenkstätte Busmannkapelle）是德国城市德累斯顿的一座正在修建中的建筑，位于巴士曼小堂（Busmannkapelle）的原址。它是为了纪念在1945年2月德累斯顿轰炸中被摧毁的索菲亚教堂（Sophienkirche）。
布斯曼小堂曾是索菲亚教堂的一个附属小堂。它由布斯曼建于1400年，作为家族的殡葬小堂，当时索菲亚教堂还是方济各会修道院（Franziskanerkloster）的一部分。
修建布斯曼小堂纪念碑的计划始于1995年。2009年动工。

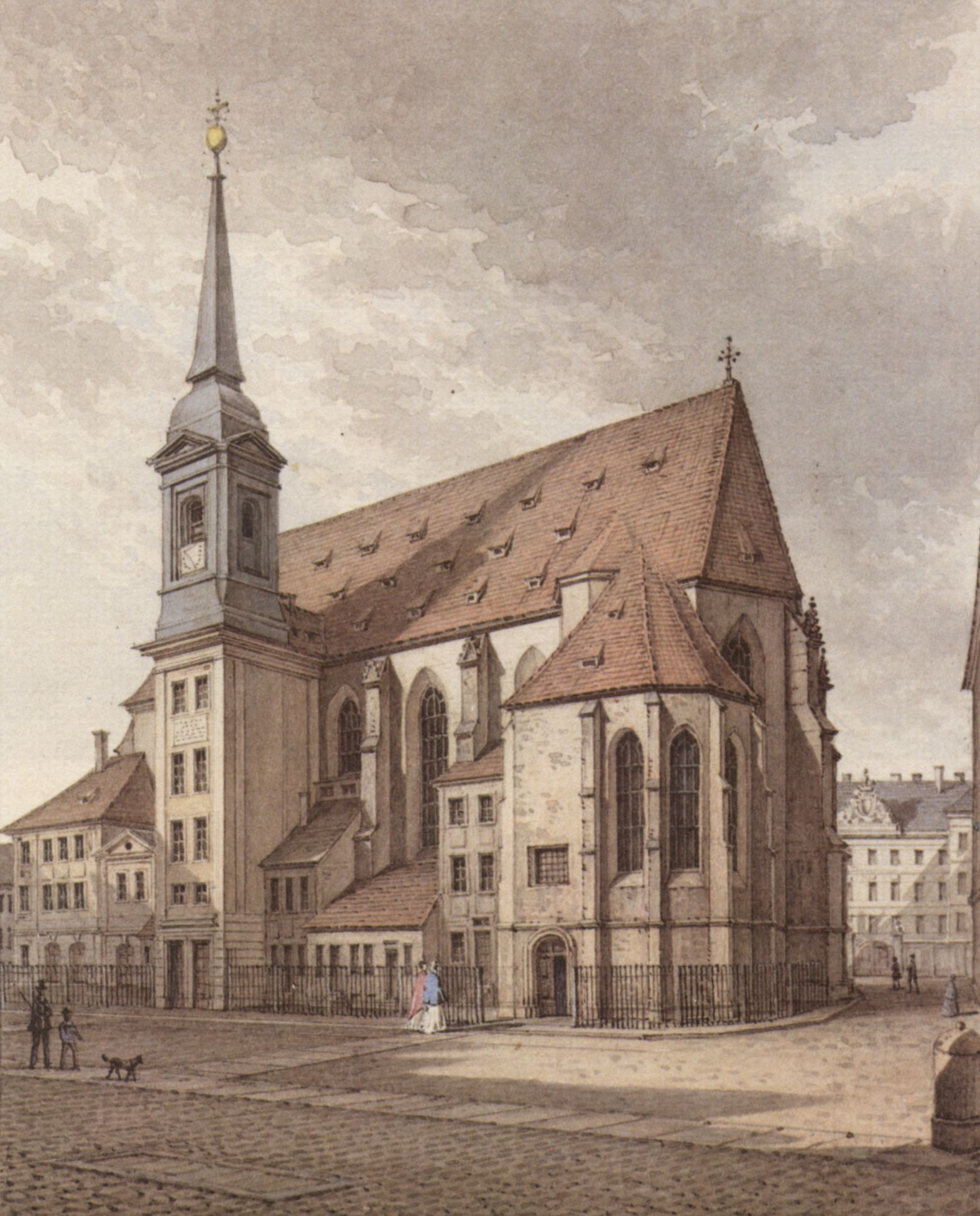
索菲亚教堂（Sophienkirche）1852年，布斯曼小堂位于前部
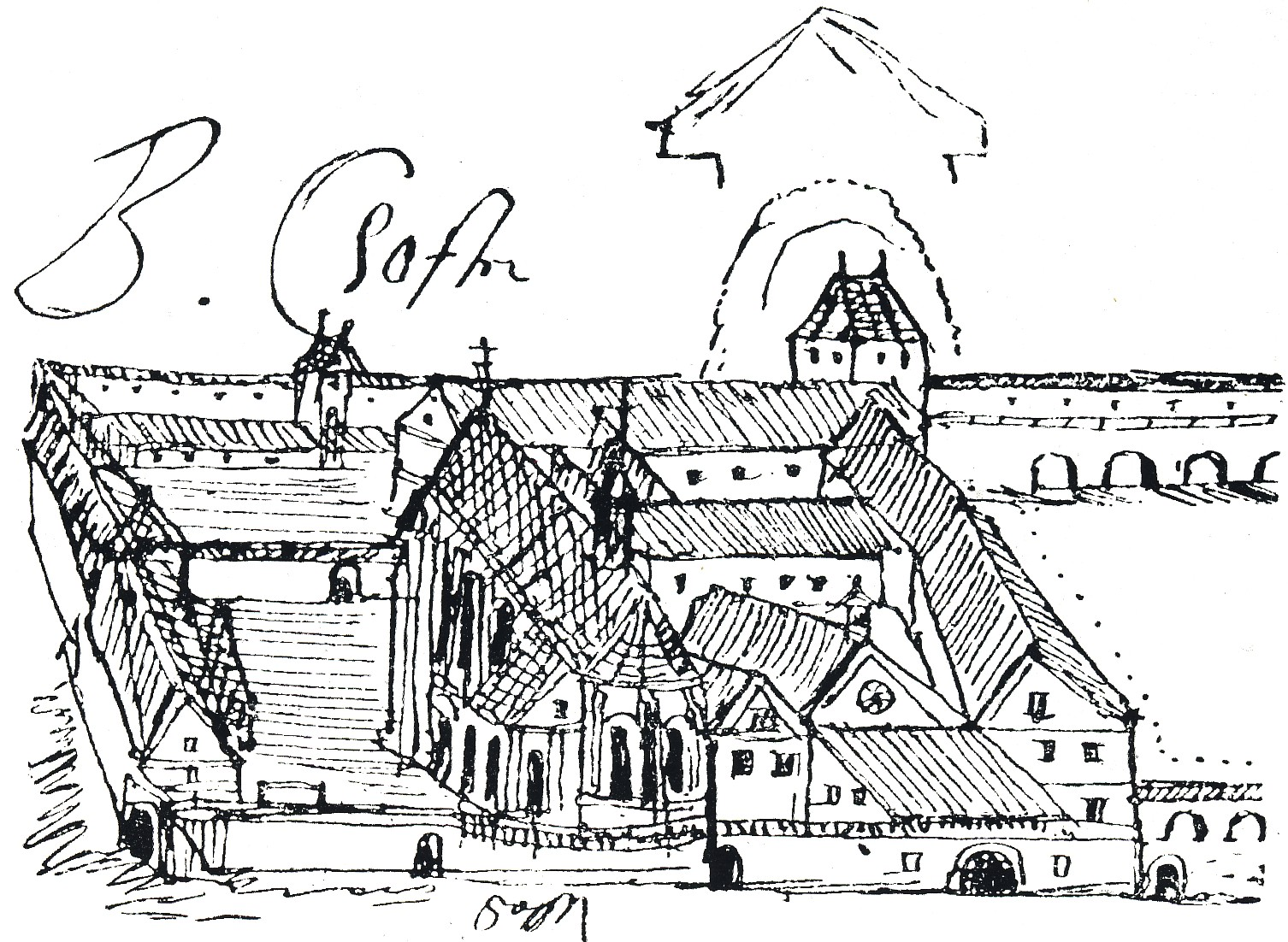
16世纪地方济会修道院，索菲亚教堂和布斯曼小堂在中部
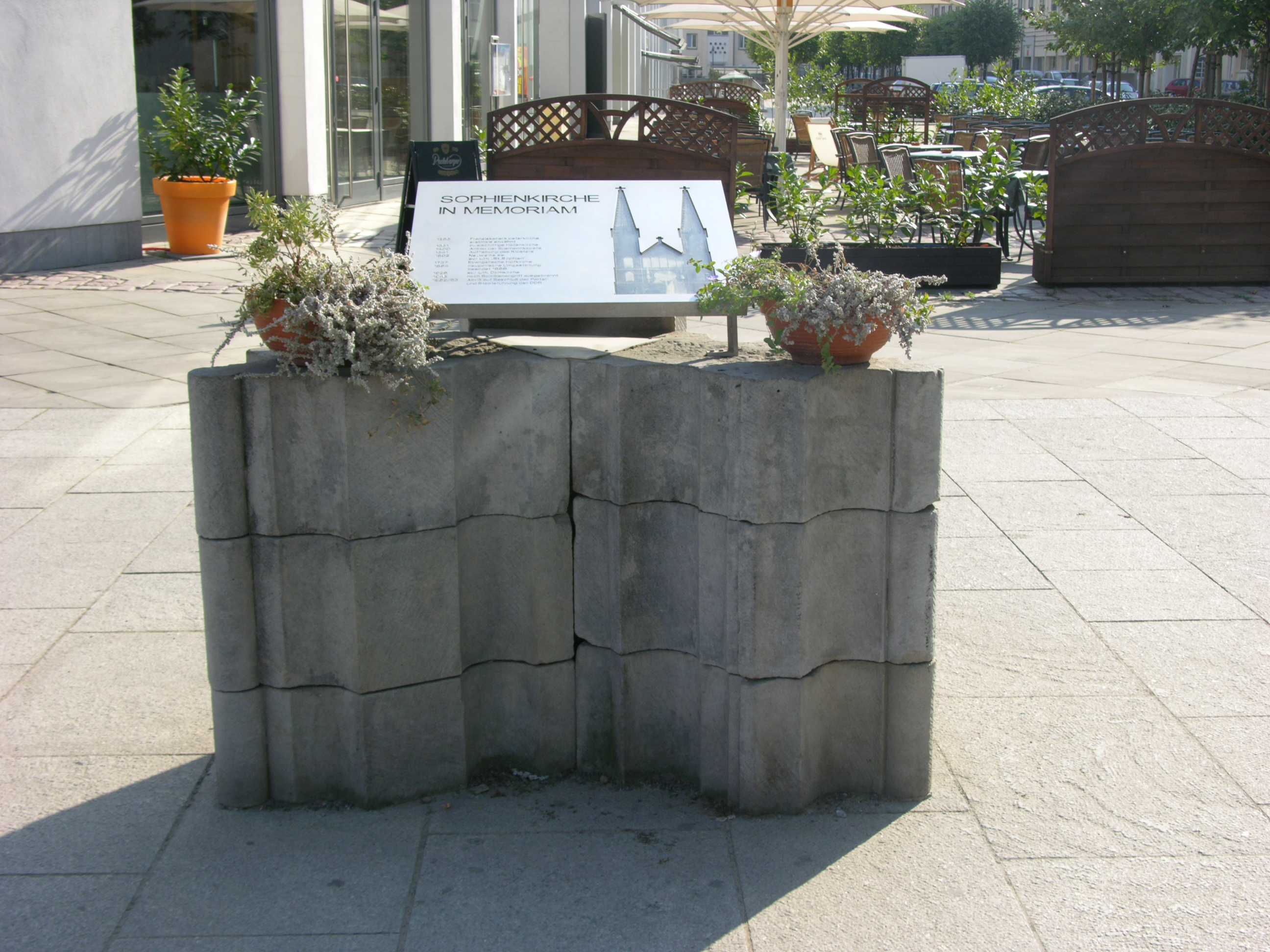
1999年
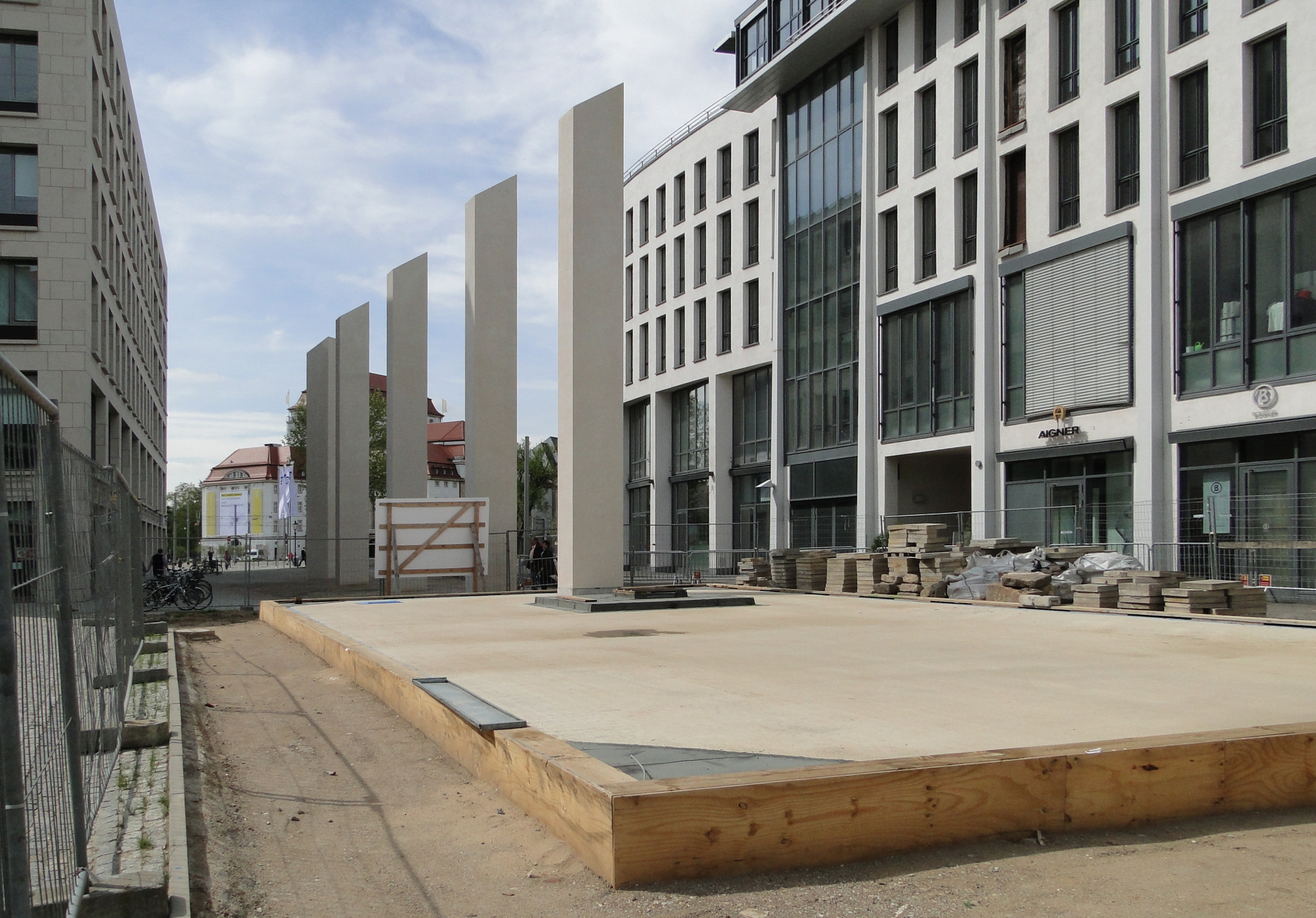
2010年
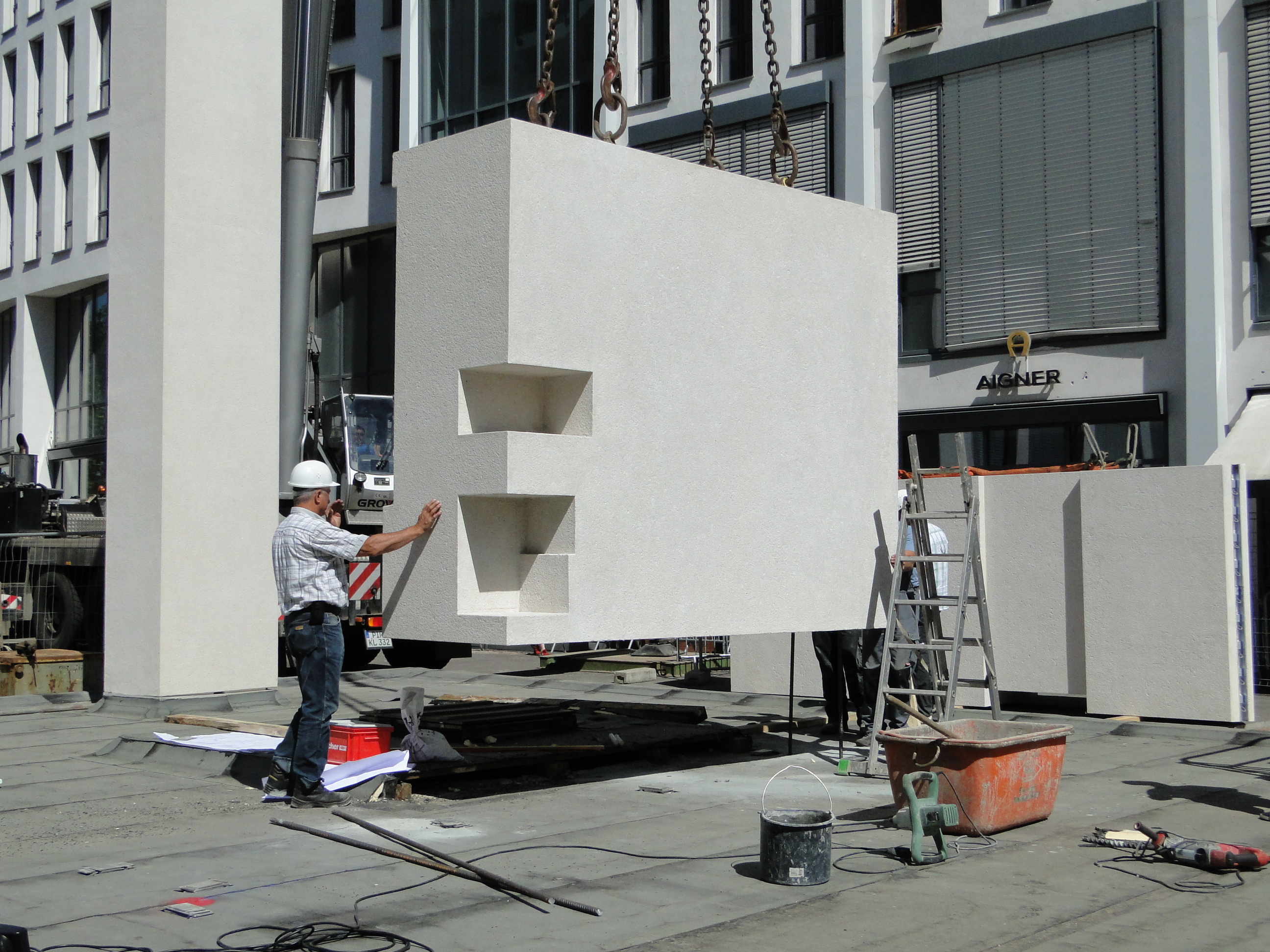
2011年
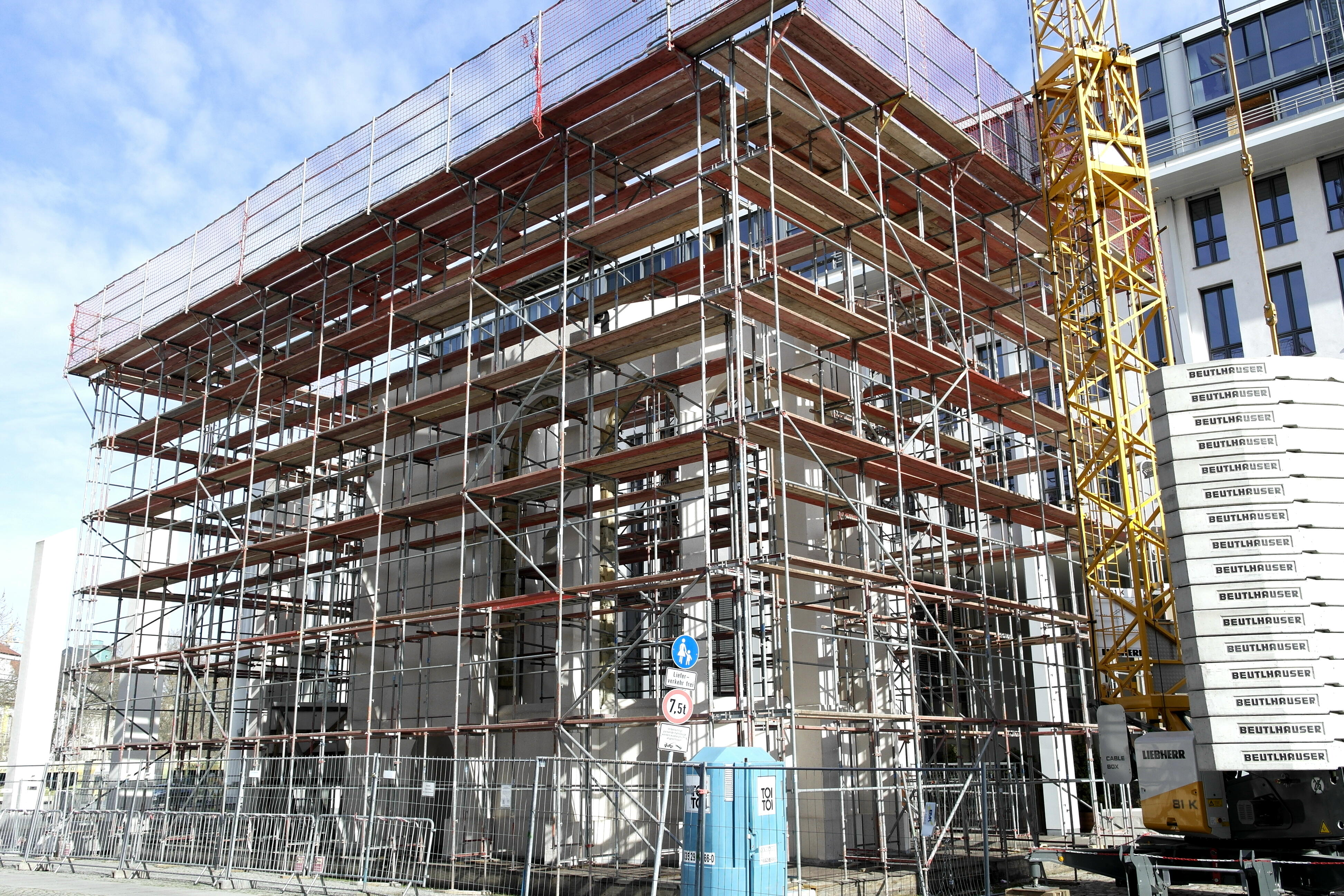
2015年4月
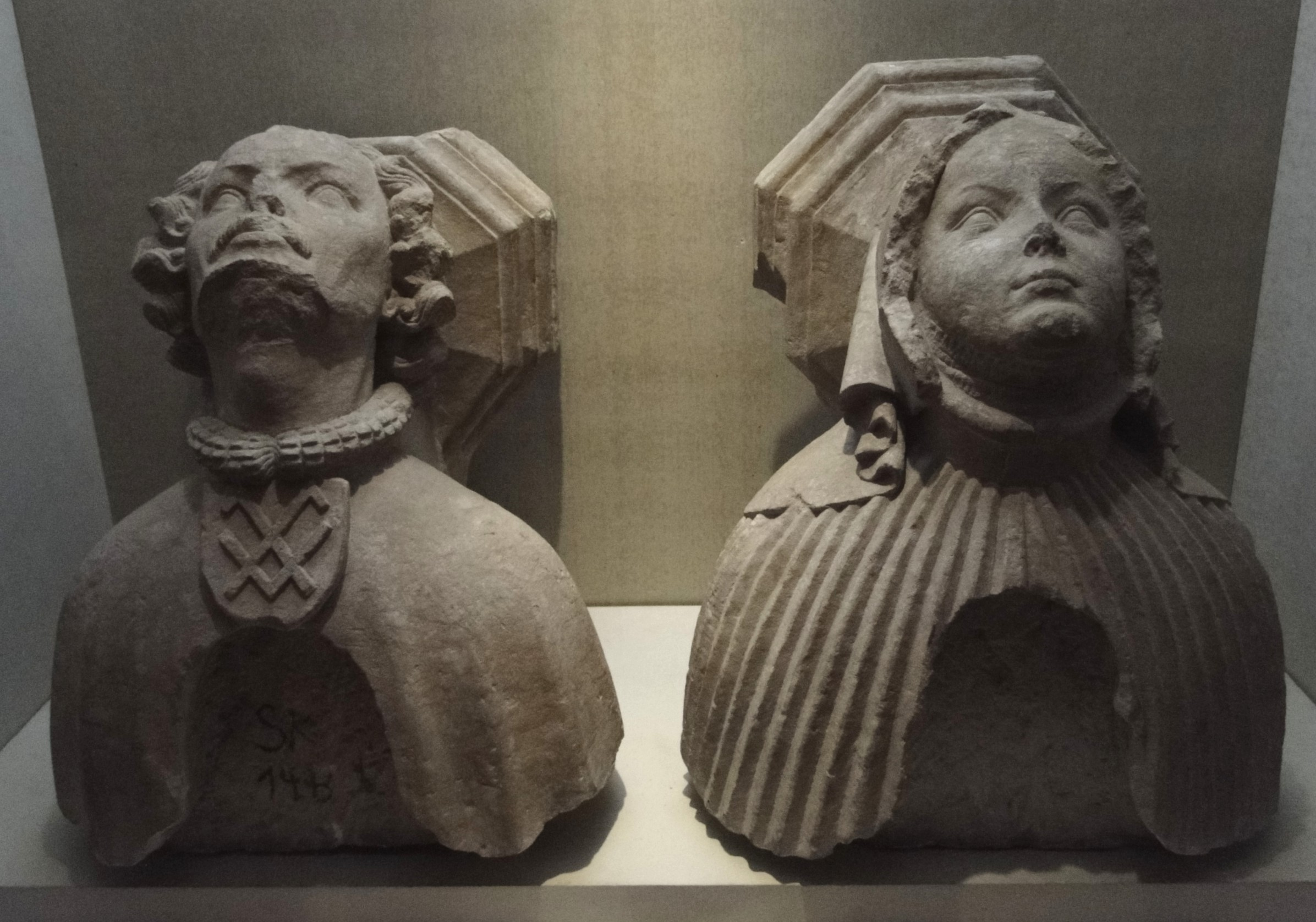